# Mesquite
|  | Per a altres significats, vegeu «Mesquite (desambiguació)». |

Mesquite és una població dels Estats Units a l'estat de Nevada. Segons el cens del 2006 tenia 14.799 habitants.

## Demografia
Segons el cens del 2000, Mesquite tenia 9.389 habitants, 3.498 habitatges, i 2.570 famílies La densitat de població era de 236,8 habitants per km².
Dels 3.498 habitatges en un 28,7% hi vivien nens de menys de 18 anys, en un 62,8% hi vivien parelles casades, en un 7,2% dones solteres, i en un 26,5% no eren unitats familiars. En el 20,4% dels habitatges hi vivien persones soles el 7,4% de les quals corresponia a persones de 65 anys o més que vivien soles. El nombre mitjà de persones vivint en cada habitatge era de 2,66 i el nombre mitjà de persones que vivien en cada família era de 3,08.
Per edats la població es repartia de la següent manera: un 25,6% tenia menys de 18 anys, un 7,6% entre 18 i 24, un 22,8% entre 25 i 44, un 27,4% de 45 a 64 i un 16,6% 65 anys o més.
L'edat mediana era de 39,5 anys. Per cada 100 dones hi havia 103,8 homes. Per cada 100 dones de 18 o més anys hi havia 103,97 homes.
La renda mediana per habitatge era de 40.392$ i la renda mediana per família de 42.941$. Els homes tenien una renda mediana de 27.083$ mentre que les dones 24.402$. La renda per capita de la població era de 20.191$. Aproximadament el 6,2% de les famílies i el 10,2% de la població estaven per davall del llindar de pobresa.

## Poblacions més properes
El següent diagrama mostra les poblacions més properes.